# Jan Alois Hanke
Jan Alois Hanke (también Johann Nepomuk Aloys Hanke von Hankenstein), fue un historiador, escritor y humanista de Moravia nacido el 24 de mayo de 1751 en Holešov y fallecido el 26 de marzo de 1806 en Prostejov. 

## Vida
Hanke estudió en las Escuelas Pías en Kromeriz y más tarde en Olomouc. Después de estudiar Derecho, Historia y Filología de la Universidad de Viena, fue nombrado en 1785 bibliotecario de la Universidad de Olomouc. Fue profesor de lengua checa en la Academia de la nobleza. A finales de los años 80 se le encargó la gestión de los libros que salieron de los monasterios clausurados. Hanke se retiró en 1791 y fue elevado a la nobleza en 1796. 
El historiador checo Novak Arne escribió sobre él: 

en sus escritos, siempre se manifiestan los objetivos prácticos en el espíritu humanista del patriotismo de Moravia...

Era lingüista, y se destacó con un conocimiento general muy amplio. A través de su celo por el trabajo, se manifestó como uno de los líderes de la Ilustración de finales del siglo XVII.

## Obra
Sus obras principales son Die Empfehlung der tschechischen Sprache und Literatur (1783) y Knihovna moravske vlastivedy (1786). En sus libros se ocupó sobre temas como la abolición de la servidumbre y el trabajo forzado, así como otras cuestiones económicas. Estas propuestas fueron debatidas con otros miembros de los círculos académicos extranjeros. 